# Wilhelm Ireland
Wilhelm Ireland SJ, ang. William Ireland (ur. 1636, zm. 24 stycznia 1679 w Tyburn) – angielski prezbiter z zakonu jezuitów, ofiara antykatolickich prześladowań w Anglii okresu reformacji, zabity na podstawie sfabrykowanych zarzutów o udziale w spisku, na fali represji zapoczątkowanych przez Henryka VIII ustanawiającego zwierzchność króla nad państwowym Kościołem anglikańskim, czczonych przez Kościół katolicki jako męczennik za wiarę.

## Życiorys
Pochodził z hrabstwa Lincolnshire, a jego rodzicami byli William i Barbara z d. Eure. Studia podjął na kontynencie w kolegium angielskim w Saint-Omer, a w 1655 roku rozpoczął nowicjat Towarzystwa Jezusowego w Watten. Ukończywszy studia teologiczne w Liège otrzymał sakrament święceń kapłańskich (1667 r.). Został wykładowcą macierzystej uczelni i pełnił obowiązki spowiednika w klasztorze klarysek w Gravelines. Ponieważ powierzono mu objęcie obowiązków prokuratora misji jezuickiej w Anglii w 1677 roku powrócił do ojczyzny i stawił się w Londynie. Działalność duszpasterską prowadził ukrywając się pod nazwiskiem Ironmonger.
28 września 1678 roku został aresztowany za sprawą pomówienia o udział w spisku, a następnie zamknięty w więzieniu Newgate. Przejęto korespondencję, zbiory biblioteczne i wszystkie dokumenty zatrzymanego. Wstępne przesłuchania przeprowadziła rada królewska, a w grudniu postawiono go przed sądem razem z Janem Grove i bratem Tomaszem Pickeringiem OSB pod zarzutem udziału w rzekomym tajnym porozumieniu mającym na celu zabójstwo protestanckiego króla Karola II. W procesie przedstawił dowody na to, że w kwietniu kiedy pomawiany był o uczestnictwo w przygotowywanie rzekomego zamachu przebywał poza Londynem. Oskarżonego na podstawie fałszywych zeznań skazano na śmierć za zdradę stanu mimo interwencji w jego obronie króla Karola II. W drodze na śmierć przebaczył swoim prześladowcom i wyznał przywiązanie do wyznawanej religii. Wyrok przez powieszenie i poćwiartowanie wykonano 24 stycznia 1679 roku w Tyburn.

## Znaczenie
Padł ofiarą nagonki na „papistów”, prowadzonej szczególnie gorliwie przeciwko duchowieństwu katolickiemu realizującemu powołanie wśród wiernych pozostając w łączności ze Stolicą Apostolską i uznających za głowę Kościoła katolickiego papieża.
Był pierwszym skazanym na śmierć za udział w sfabrykowanym przez anglikańskiego pastora Tytusa Oatesa spisku. Beatyfikacji Wilhelma Irelanda dokonał papież Pius XI 15 grudnia 1929.
Wspomnienie liturgiczne błogosławionego męczennika w Kościele katolickim obchodzone jest w Dies natalis (24 stycznia).